# 忍たま乱太郎 (2011年の映画)
- 落第忍者乱太郎 > 忍たま乱太郎 (2011年の映画)
- 忍たま乱太郎 > 忍たま乱太郎 (2011年の映画)

『忍たま乱太郎』（にんたまらんたろう）は、2011年7月23日に公開された日本の映画作品である。尼子騒兵衛の漫画『落第忍者乱太郎』およびテレビアニメ『忍たま乱太郎』を原作とする。
キャッチコピーは「仲間といっしょなら、200％勇気!」。監督は三池崇史。主演は加藤清史郎。

## 概要
2011年7月23日にワーナー・ブラザース映画配給で新宿バルト9、渋谷TOEI2、シネリーブル池袋他全国ロードショー。ストーリーは原作第1巻、第2巻および第45巻の内容を基にしている。
全国218スクリーンで公開され、2011年7月23日、7月24日の初日2日間で興収8,573万1,100円、動員7万917人になり映画観客動員ランキング（興行通信社調べ）で初登場第4位となった。また、ぴあ初日満足度ランキングでも第3位となっている。

## ストーリー
時は戦国時代。先祖代々ヒラ忍者の家系に生まれた猪名寺乱太郎は、エリートの忍者を目指すべく忍者の学校「忍術学園」に入学する。この学園の生徒達は忍者の卵「忍たま」と呼ばれる。乱太郎は明るく元気な一年は組にクラス分けされる。そこには豪商の息子・福富しんべヱや、戦で両親を亡くしながらも逞しく生きる摂津のきり丸がいた。
忍術学園にはかつて天才忍者として名を馳せていたという学園長・大川平次渦正をはじめ、忍術の腕前は一流だが変わり者の教職員達、お淑やかだが手強いくの一や個性豊かな先輩達などがいてとても賑やか。そんな忍術学園で忍術の勉強に励む乱太郎達だが、何かと追試や補習に追われ、失敗ばかりの毎日だった。
ある日、髪結い所を経営するカリスマ髪結いの斉藤幸隆と、その息子・斉藤タカ丸の家に、万寿烏・土寿烏という二人の忍者が現れる。幸隆とタカ丸は「抜け忍」として、ウスタケ忍者隊に命を狙われていたのだった。彼らを再びウスタケの仲間にしようと考えたウスタケ長老は、忍者隊と忍たまとで勝負する事を提案する。その勝負とは、「ウスタケ岳」にある「打鳴寺」の鐘を先に鳴らした方を勝ちとするというもの。忍たまが勝てば斉藤親子とは縁を切ると言う。しかし、鐘を鳴らすには敵忍者の包囲網を突破しなければならない。
乱太郎達は力を合わせ、プロの忍者達に立ち向かう事となった。果たして乱太郎達は忍術学園の仲間を救う事ができるのか？

## スタッフ
- 監督 - 三池崇史
- 原作 - 尼子騒兵衛
- 脚本 - 浦沢義雄
- 製作 - 寺田篤、服部洋、中沢敏明、畠中達郎、奥野敏聡、久松猛朗、薄井正人、重村博文、安田正樹、町田智子、喜多埜裕明、坂井宏先、宇留間和基
- 音楽 - 池頼広
- 撮影 - 北信康
- 照明 - 渡部嘉
- 録音 - 中村淳
- 美術 - 林田裕至
- 眼鏡プロデュース・デザイン - ヤマシタリョウ
- 衣装デザイン - 松本智恵子
- ヘアメイクディレクター - 冨沢ノボル
- CGIディレクター - 太田垣香織
- 編集 - 山下健治
- 製作 - 実写版「忍たま乱太郎」製作委員会（電通、セディックインターナショナル、アミューズソフトエンタテインメント、OLM、ワーナー・ブラザース映画、総合ビジョン、キングレコード、ムービック、朝日新聞社、Yahoo! JAPAN、ポプラ社、朝日新聞出版）
- 配給 - ワーナー・ブラザース映画

## キャスト
- 一年は組
  - 猪名寺乱太郎 - 加藤清史郎
  - 摂津のきり丸 - 林遼威
  - 福富しんべヱ - 木村風太
  - 黒木庄左ヱ門 - 近藤那由汰
  - 二郭伊助 - 宇佐美魁人
  - 加藤団蔵 - 大島璃生
  - 佐武虎若 - 髙木鈴太朗
  - 山村喜三太 - 福本晟也
  - 皆本金吾 - 津波古太輝
  - 夢前三治郎 - 小林海人
  - 笹山兵太夫 - 野間斗晴
  - 土井半助 - 三浦貴大
  - 山田伝蔵 - 寺島進
- 二年い組
  - 川西左近 - 飛田光里
  - 池田三郎次 - 荒川康太郎
  - 能勢久作 - 坂口淳
- 二年は組
  - 時友四郎兵衛 - 髙橋龍飛
- 三年い組
  - 伊賀崎孫兵 - 澤畠流星
- 三年ろ組
  - 次屋三之助 - 森彪乃介
  - 神崎左門 - 川村広輝
  - 富松作兵衛 - 鮎川一佳
- 三年は組
  - 浦風藤内 - 上田雄大
  - 三反田数馬 - 植田斗真
- 四年い組
  - 平滝夜叉丸 - 岡山智樹
  - 綾部喜八郎 - 奥本凱哉
- 四年ろ組
  - 田村三木ヱ門 - 北村匠海
- 四年は組
  - 斉藤タカ丸 - 溝口琢矢
- 五年い組
  - 久々知兵助 - 高畑翼
- 五年ろ組
  - 不破雷蔵 - 三村和敬（一人二役）
  - 鉢屋三郎 - 三村和敬（一人二役）
  - 竹谷八左ヱ門 - 伊藤大翔
- 六年い組
  - 潮江文次郎 - 池田純
  - 立花仙蔵 - 落合扶樹
- 六年ろ組
  - 七松小平太 - 尾関陸
  - 中在家長次 - 福田雄也
- 六年は組
  - 善法寺伊作 - 北村将清
  - 食満留三郎 - 長村航希
- くのいち教室
  - ユキ - 岩本千波
  - トモミ - 紅甘
  - 山本シナ - 中村玉緒（老）、杏（若）
- 忍術学園関係者
  - 学園長・大川平次渦正 - 平幹二朗
  - 戸部新左ヱ門 - 山本耕史
  - 食堂のおばちゃん - 古田新太
- その他
  - ドクタケ忍者隊首領・稗田八方斉 - 松方弘樹
  - 乱太郎の父（猪名寺平之介） - 中村獅童
  - 乱太郎の母 - 檀れい
  - 山田利吉 - 木村遼希
  - 照星 - 三津谷亮
  - 錫高野与四郎 - 山本裕典
  - 斉藤幸隆 - 鹿賀丈史
  - ウスタケ忍者長老 - 柄本明
  - ウスタケ忍者OB - 石橋蓮司
  - 海松万寿烏 - 竹中直人
  - 海松土寿烏 - 石垣佑磨
  - 雑渡昆奈門 - 谷原章介
  - 小松田秀作 - 白石隼也

ほか

## Blu-ray / DVD
2011年12月22日発売。発売元は電通、発売・販売元はアミューズソフトエンタテインメント。
- 忍たま乱太郎 スペシャル・プライス版（DVD1枚組）
  - 映像特典
    - 劇場予告編
    - TVスポット集
    - 劇場版アニメ「忍たま乱太郎 忍術学園全員出動!の段」劇場予告編
- 忍たま乱太郎 特別版（2枚組、Blu-ray、DVDでリリース）
  - ディスク1：本編ディスク（スペシャル・プライス版と同様）
  - ディスク2：特典DVD
    - ドキュメント 加藤清史郎 映画初主演に挑んだ9歳の熱い夏
    - 大人チーム奮闘記〜メイキング・オブ・忍たま乱太郎〜
    - 2010年の夏休み in は組
    - 未公開シーン集
    - 怖い?優しい!?三池監督の素顔
    - 上級生スペシャル・ミュージックビデオ風
    - イベント映像（ジャパンプレミア&初日舞台挨拶）
    - 映画 忍たま乱太郎の世界観（美術&小道具紹介）
    - マル秘オープニング絵巻（絵コンテ&ストーリーボード）

  - 封入特典
    - ジャケット型ポストカード

  - 初回限定特典
    - 亜細亜堂描き下ろし!アニメキャラ版ビジュアルポストカード

  - 特製スリーブケース付き